# 오이와 가즈키
오이와 가즈키(일본어: 大岩 一貴, 1989년 8월 17일 ~ )는 일본의 축구 선수이다. 현재 J1리그의 쇼난 벨마레에서 뛰고 있다.

## 구단 경력
그는 2012년부터 J리그의 제프 유나이티드 지바, 베갈타 센다이, 쇼난 벨마레에서 뛰었다.